# 長岩駅
長岩駅（チャンアムえき）は大韓民国京畿道議政府市長岩洞にある、ソウル交通公社7号線の駅。駅番号は709。もともとは計画にはなかったが、車両基地が設置されることになった議政府市が見返りとして駅の設置を要求したため追加されたものである。
7号線の起点駅であり、唯一の単線地上駅である。
7号線は、2026年までに、当駅から抱川駅まで延伸される予定である。
2019年12月12日に着工された。

## 駅構造

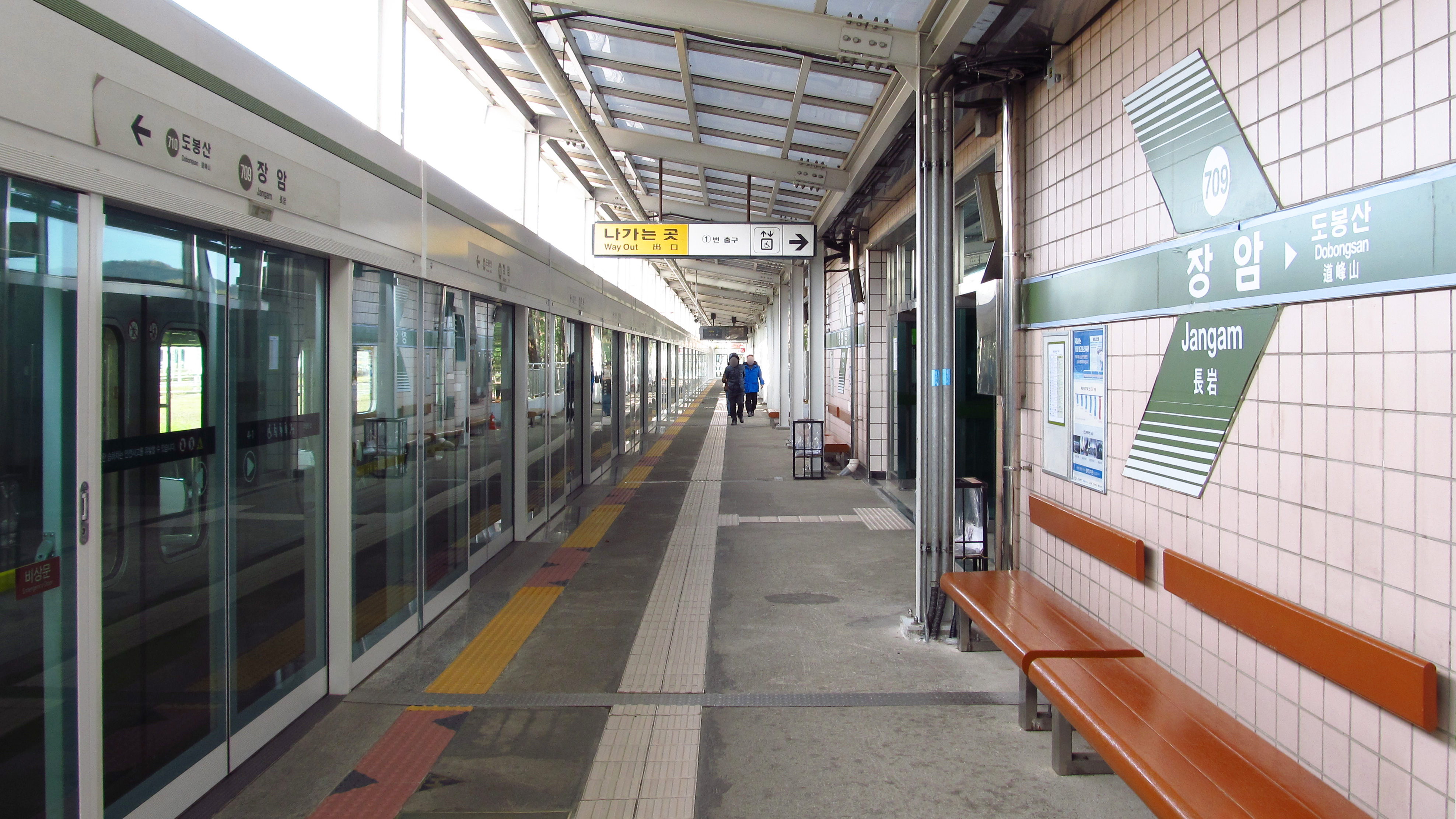
ホーム（2018年撮影）

単式ホーム1面1線を有する地上駅で、フルスクリーンタイプのホームドアが設置されている。
改札口はホームと同一階にあり、ホーム中程に位置する。化粧室は改札外にある。出入口は1ヶ所ある。

### のりば
- のりばの番号は存在しない。

|  | 7号線 | 建大入口・上鳳・高速ターミナル・大林・温水方面 |

## 利用状況
近年の一日平均利用人員推移は下記のとおり。
| 路線  | 路線     | 2000年 | 2001年 | 2002年 | 2003年 | 2004年 | 2005年 | 2006年 | 2007年 | 2008年 | 2009年 | 出典  |
| ----- | -------- | ------ | ------ | ------ | ------ | ------ | ------ | ------ | ------ | ------ | ------ | ----- |
| 7号線 | 乗車人員 | 601    | 831    | 1,134  | 1,201  | 1,419  | 1,518  | 1,658  | 1,541  | 1,556  | 1,516  | [ 2 ] |
| 7号線 | 降車人員 | 456    | 531    | 605    | 660    | 736    | 786    | 807    | 711    | 693    | 714    | [ 2 ] |
| 7号線 | 乗降人員 | 1,057  | 1,362  | 1,739  | 1,862  | 2,155  | 2,304  | 2,464  | 2,251  | 2,249  | 2,230  | [ 2 ] |
| 路線  | 路線     | 2010年 | 2011年 | 2012年 | 2013年 | 2014年 | 2015年 | 2016年 | 2017年 |        |        | [ 2 ] |
| 7号線 | 乗車人員 | 2,102  | 2,327  | 2,430  | 2,820  | 2,782  | 2,703  | 2,685  | 2,524  |        |        | [ 2 ] |
| 7号線 | 降車人員 | 860    | 915    | 966    | 1,061  | 1,078  | 1,082  | 1,086  | 1,031  |        |        | [ 2 ] |
| 7号線 | 乗降人員 | 2,962  | 3,242  | 3,396  | 3,881  | 3,860  | 3,785  | 3,772  | 3,555  |        |        | [ 2 ] |

## 駅周辺
開業当初は周辺に施設もなかったうえに、駅の前にゴミ捨て場があるなどの理由で、この駅の利用者は少なかった。2009年12月10日に駐車場が建設され、それ以降に市内バスの停留所が設置された。 
- 道峰車両事業所
- 長岩宅地開発地区
- 道峰山
- 水落山
- ソウル外郭循環高速道路議政府IC

## 歴史
- 1996年10月11日 - 開業。

## ギャラリー

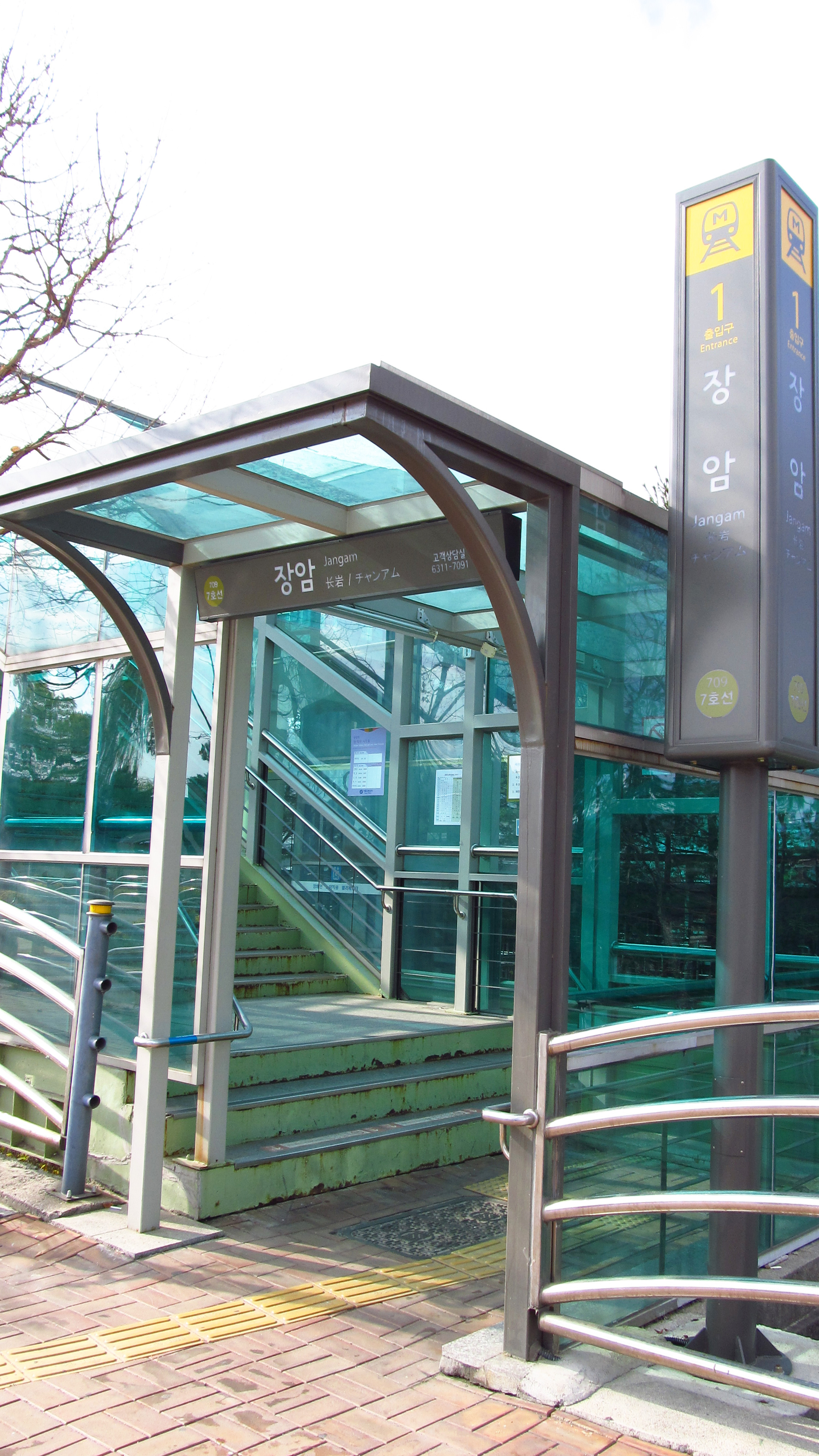
1番 出入口（唯一の出入口）
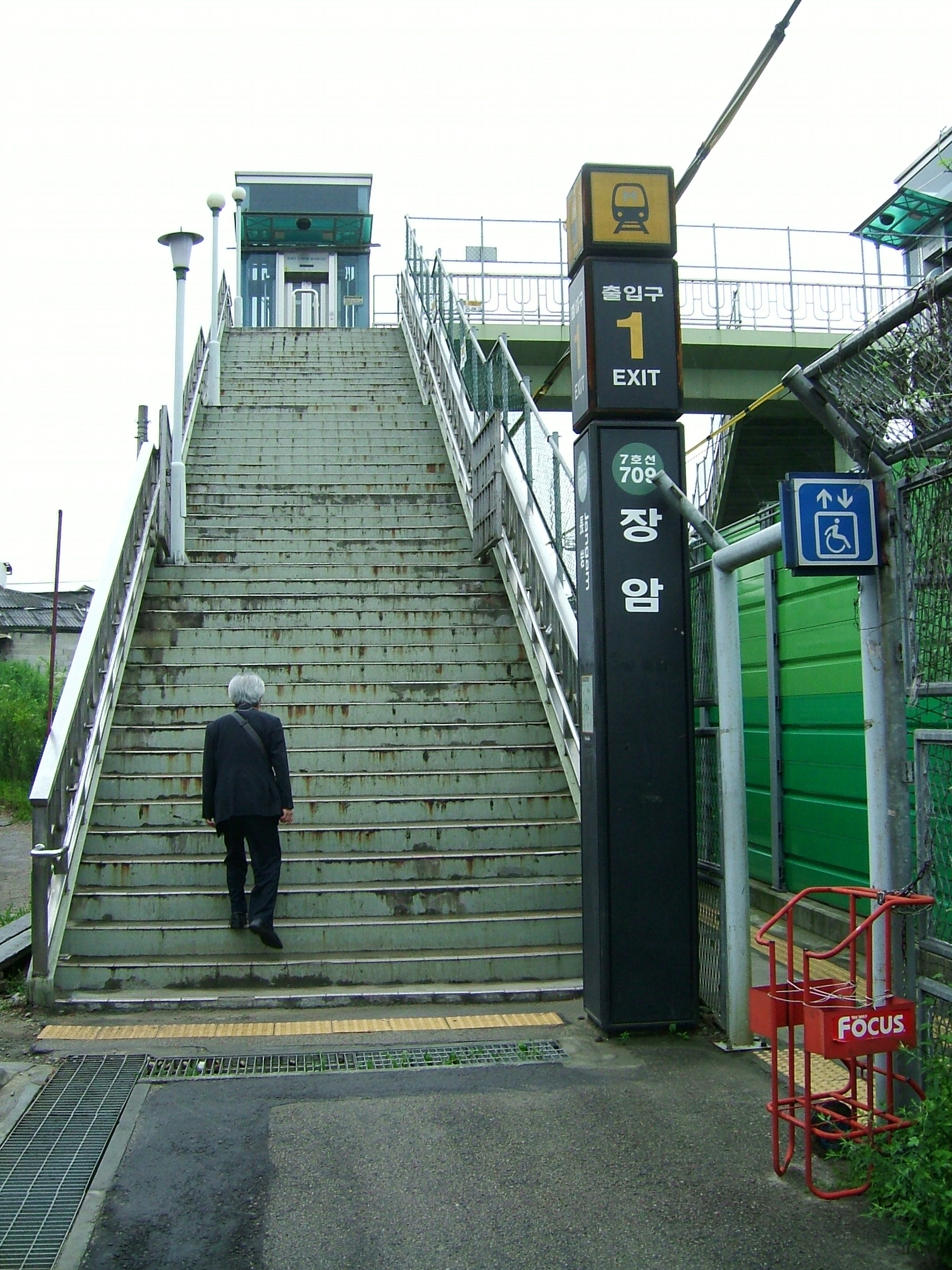
工事前の出入口
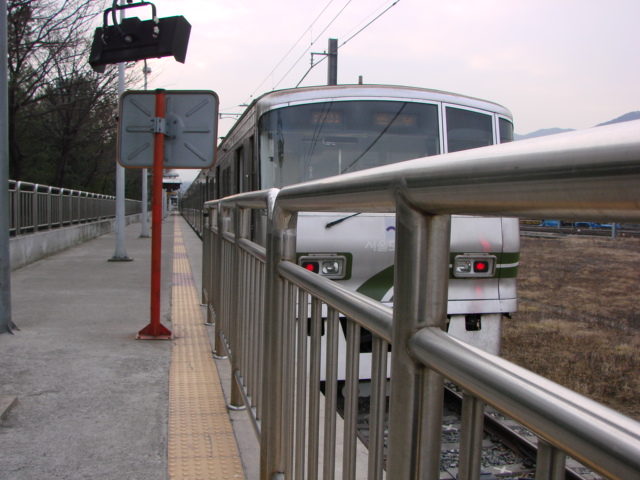
停車中の7000系(ホームドア設置前)
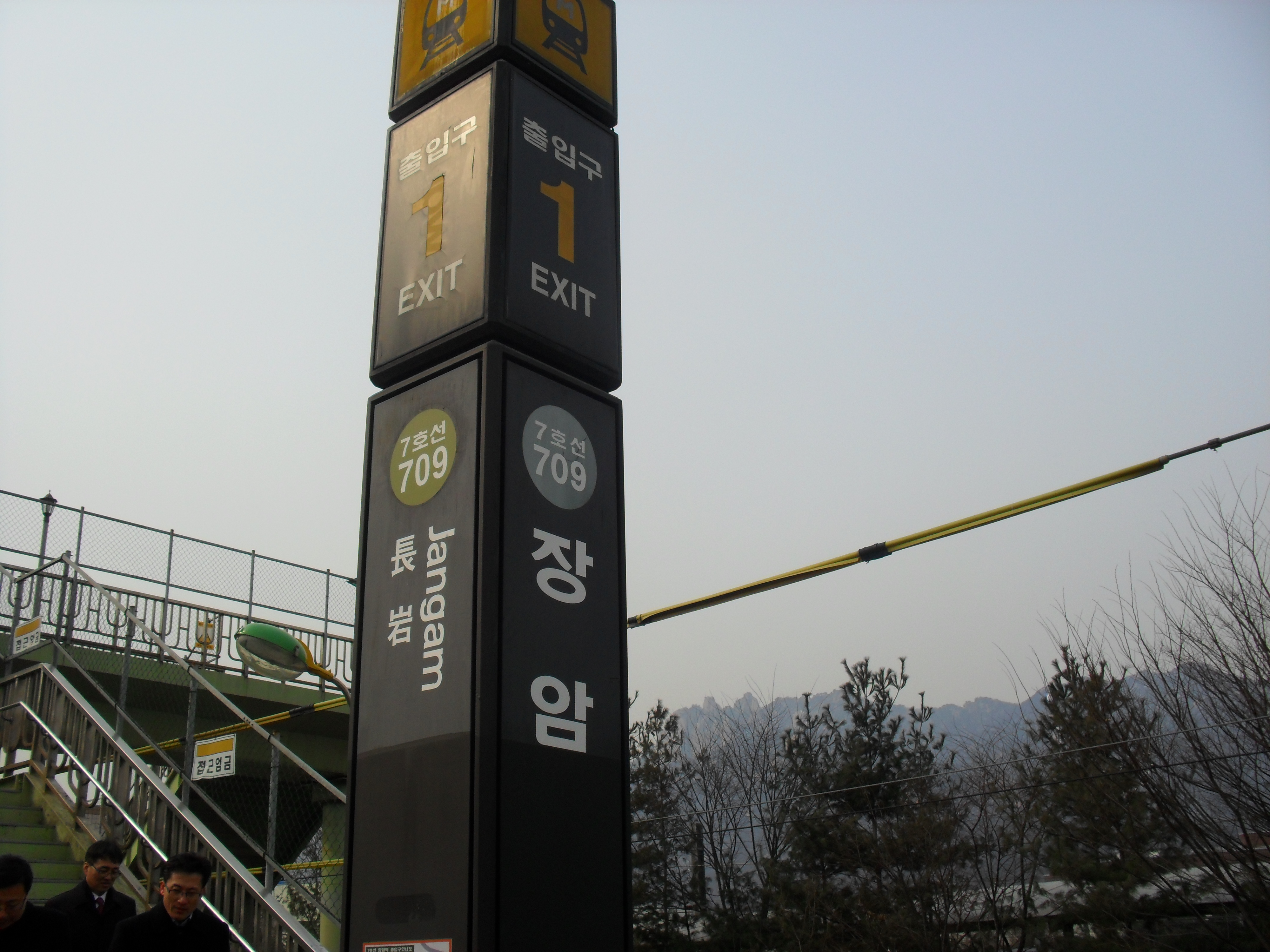
出入口の駅名看板

## 隣の駅
ソウル交通公社
 7号線
長岩駅 (709) - 道峰山駅 (710)